# Бечирай, Фатос
Фатос Бечирай (черног. Фатос Бећирај; Fatos Bećiraj / алб. Fatos  Besim Beqiraj; 5 мая 1988, Печ, Косово и Метохия, СФРЮ) — черногорский футболист, нападающий. Рекордсмен сборной Черногории по количеству сыгранных матчей (86).

## Клубная карьера
Играл за косовские клубы «Шипония» и «Беса», базирующиеся в городе Печ, выступавшие в чемпионате Косова.

### «Будучност»

#### Сезон 2009/10
В июле 2009 перешёл в клуб Первой черногорской лиги «Будучност». Дебют состоялся 8 августа 2009 в матче против «Дечич» (1:0). Первый гол за «Будучност» Бечирай забил 28 августа 2009 года в матче против «Могрен» (1:2).
В 1-м квалификационном раунде Лиги Европы Фатос дебютировал в еврокубках в матче против польской «Полонии». Первый матч проходил в Черногории, и завершился поражением для хозяйской команды со счётом 0:2. Фатос отыграл все 90 минут. В ответной игре, которая проходила в Польше, «Будучност» выиграл 0:1, но этого было недостаточно для прохода дальше. Бечирая заменили на 81 минуте. Таким образом, команда Бечирая вылетела из Лиги Европы.
В том сезоне «Будучност» занял 2 место (на первом «Рудар» из Плевли) с 69 очками и попал во 2-й квалификационный раунд Лиги Европы. Бечирай в том сезоне забил 10 мячей в 30 матчах.

#### Сезон 2010/11
Во 2-м квалификационном раунде Лиги Европы «Будучносту» попался азербайджанский «Баку». Первый матч проходил в Азербайджане и «Будучност» проиграл со счётом 1:2. Кстати, единственный гол забил Бечирай. Второй матч закончился также поражением черногорского коллектива, но «Баку» присудили техническое поражение и «Будучност» прошёл дальше.
В 3-м квалификационном раунде попался датский «Брондбю». Первый матч прошёл в Черногории и «Будучност» проиграл со счётом 1:2, а единственный гол в составе хозяев забил Бечирай. В Дании «Брондбю» без проблем обыграл «Будучност» и команда Бечирая вылетела. За «Будучност» Фатос провёл 40 матчей во всех турнирах и забил 14 голов.

### «Динамо (Загреб)»

#### Сезон 2010/11
Огорчившись вылетом «Будучноста» из еврокубков, Фатос получил приглашение от «Динамо» из Загреба, который пробился в групповой этап Лиги Европы. В итоге сделка состоялась и дебют в чемпионате Хорватии для Бечирая состоялся 11 сентября 2010 года против «Хайдука» (1:2). В этом матче он вышел на 75-й минуте на замену вместо Додо Иларио.
Дебют в еврокубках не заставил долго ждать. Уже 16 сентября 2010 года в матче групповой стадии Лиги Европы против испанского «Вильярреала» «Динамо» у себя дома выиграл со счётом 2:0, не оставив ни единого шанса испанцам. Фатос вышел на замену на 87-й минуте вместо Саммира. Первый полный еврокубковый матч за «Динамо» прошёл 4 ноября 2010 года в выездном матче против «Брюгге». Команда из Хорватии ничего не дала позволить хозяевам и выиграла разгромно (3:0). По итогам группового этапа Лиги Европы команда Бечирая расположилась на 3 месте (после «Вильярреала» с 12 очками и ПАОКа с 11 очками) с 7 очками и вылетела из Лиги Европы.
По итогам сезона 2010/11 «Динамо» выиграло Чемпионат Хорватии по футболу и вышла во 2-й квалификационный раунд Лиги чемпионов УЕФА. Бечирай в 17 матчах во всех турнирах забил 5 мячей.

#### Сезон 2011/12
«Динамо» начало свой путь со 2-го квалификационного раунда Лиги чемпионов УЕФА. Первым соперником стал азербайджанский «Нефтчи». Первый матч проходил в Загребе, Бечирай отыграл 67 минут, после чего был заменён на Анте Рукавину. Тот матч «Динамо» выиграло 3:0. А ответный матч был сыгран вничью (0:0). Общий счёт 3:0 и «Динамо» прошло дальше.
В 3-м квалификационном раунде Лиги чемпионов УЕФА клуб Фатоса встретился с финским ХИКом. Первый матч проходил в Финляндии. «Динамо» победило со счётом 2:1 и Фатос отыграл 59 минут и был заменён на всё того же Анте Рукавину. В домашнем матче хорватский клуб выиграл (1:0). Фатос был заменён на 83 минуте на Леандро Куфре. Общий счёт 3:1. «Динамо» прошло дальше.
В раунде плей-офф Лиги чемпионов УЕФА клубу Фатоса попался шведский «Мальмё». Первый матч проходил в Хорватии и «Динамо» выиграло с крупным счётом 4:1. Фатос вышел на 60 минуте на замену вместо Ивана Крстановича и забил гол на 84 минуте. Во втором матче «Мальмё» выиграло 2:0, но этого им не хватило, чтоб пройти дальше, а в групповой этап прошла хорватская команда.
В групповом этапе Лиги чемпионов УЕФА потерпела ряд крупных поражений от «Реал Мадрида» (2:6), от «Аякса» (0:4) и от «Олимпик Лиона» (1:7). «Динамо» в групповом этапе Лиги чемпионов УЕФА заняло последнее место.
«Динамо» вновь выиграло Чемпионат Хорватии по футболу и вышло во 2-й квалификационный раунд Лиги чемпионов УЕФА. В 33 матчах Бечирай во всех турнирах забил 15 голов.

#### Сезон 2012/13
«Динамо» начало свой путь со 2-го квалификационного раунда Лиги чемпионов УЕФА. Первым соперником стал болгарский «Лудогорец». Первый матч прошёл 18 июля 2012 года в Болгарии на Лудогорец Арене. Матч завершился ничьей 1:1. Бечирай вышел на замену на 56-й минуте вместо Йосипа Пиварича. Ответный матч прошёл 25 июля 2012 года. «Динамо» выиграло 3:2, забив победный гол на 90-й минуте. Бечирай вышел в стартовом составе, но на 72-й минуте его заменил Иван Пеко. «Динамо» прошло дальше с общим счётом 4:3.
В 3-м квалификационном раунде Лиги чемпионов УЕФА клуб Фатоса встретился с молдавским «Шерифом». Первый матч проходил 1 августа 2012 года в Молдове. Матч завершился победой хорватского коллектива со счётом 0:1. Единственный гол забил на 14-й минуте Бечирай, но Фатоса снова заменили на 61-й минуте на Дуе Чопа. В ответном матче в Хорватии «Динамо» разгромило своего соперника со счётом 4:0. Первый гол случился уже на 16-й минуте. Домагой Вида забил с передачи Бечирая, а потом и сам Фатос отличился на 34-й минуте. Команда прошла дальше с общим счётом 5:0.
В стадии плей-офф Лиги чемпионов УЕФА им попался словенский «Марибор». Первый матч 22 августа 2012 года проходил в Хорватии. «Динамо» выиграло со счётом 2:1. Бечирай вышел на 58-й минуте вместо Анте Рукавины. Ответный матч состоялся 28 августа 2012 года в Словении. Хорваты выиграли 1:0. Фатос вышел в стартовом составе, но в перерыве был заменён на Йерко Леко. Общий счёт 3:1 в пользу «Динамо».
На групповом этапе Лиги чемпионов УЕФА им попались очень сильные соперники, такие как ПСЖ, «Порту» и киевское «Динамо». Единственное очко они набрали в матче 6-го, последнего и ничего не решавшего тура Лиги чемпионов УЕФА, который проходил 4 декабря 2012 года. Загребское «Динамо» принимало на своём поле киевское. Матч завершился ничьей 1:1. Бечирай отыграл все 90 минут.
«Динамо» снова выиграло Чемпионат Хорватии по футболу и вышел во 2-й квалификационный раунд Лиги чемпионов УЕФА. Бечирай в том сезоне сыграл 37 матчей во всех турнирах и забил 6 мячей.

#### Сезон 2013/14
Из-за травмы Бечирай пропустил начало сезона и поэтому почти не сыграл в матчах квалификации Лиги чемпионов УЕФА (во 2-м они прошли «Фолу» (6:0), в 3-м прошли «Шериф» (4:0). К раунду плей-офф Лиги чемпионов УЕФА против австрийской «Аустрии» он успел восстановиться, но в первом матче он не сыграл. Тот матч «Динамо» проиграло 0:2. В ответном матче против «Аустрии» (3:2) Фатос вышел на 59-й минуте вместо Саида Хусеиновича и на 70-й минуте забил гол, но этого было недостаточно, чтобы пройти дальше. Общий счёт 4:3 в пользу «Аустрии». «Динамо» вылетело в групповой этап Лиги Европы.
На групповом этапе Лиги Европы «Динамо» набрало лишь одно очко в матче 3-го тура против голландского ПСВ (0:0). Фатос в этом матче остался на скамейке запасных. Также в группу к «Динамо» попались одесский «Черноморец», болгарский «Лудогорец» и ПСВ. Бечирай свой единственный гол забил в матче 5-го тура против «Черноморца» на 20 минуте, но хорватский коллектив всё равно проиграл. «Динамо» заняло последнее место в групповом этапе Лиги Европы.
15 февраля 2014 года Бечирай проводил последний матч за «Динамо» против «Сплита» (2:1). После этого 26-летнего форварда отправили в китайский «Чанчунь Ятай». В сезоне 2013/14 Бечирай забил в 17 матчах 5 мячей во всех турнирах.
Всего за 104 матчах за «Динамо» Бечирай забил 33 мяча во всех турнирах.

### «Чанчунь Ятай»
Дебют Бечирая состоялся в матче против «Бэйцзин Гоань» (0:1). Фатос забил в 26 матчах 6 голов.

### «Динамо» (Минск)
Зимой 2015 Бечирай перешёл в «Динамо» (Минск). Дебют состоялся 11 апреля 2015 года в матче 1-го тура против «Немана» (1:1), Бечирай сыграл все 90 минут. Фатос забил 2 гола подряд в ворота «Торпедо-БелАЗ» (4:0) и «Минска» (3:0).
Во 2-м квалификационном раунде Лиги Европы УЕФА «Динамо» встречался с болгарским «Черно море». Первый матч в Болгарии завершился ничьей (1:1). Бечирай сыграл все 90 минут. В ответном матче в Беларуси команда Бечирая победила (4:0), а сам Фатос забил 2 гола на 86-й и на 90-й минутах. Общий счёт 5:1. «Динамо» прошло дальше.
В 3-м квалификационном раунде Лиги Европы УЕФА команда Фатоса встретилась со швейцарским «Цюрихом». Первый матч проходил в Швейцарии. «Динамо» выиграло 1:0. Единственный гол на 63-й минуте с пенальти забил Бечирай. В ответном матче «Цюрих» отыгрался и игра перешла в дополнительное время, где на 118-й минуте Бечирай забил гол. «Динамо» прошло дальше с общим счётом (2:1).
В раунде плей-офф Лиги Европы УЕФА «Динамо» встретилось с «Ред Буллом». В то время за «Ред Булл» играли Наби Кейта, Валон Бериша, Дуе Чалета-Цар. Первый матч прошёл в Беларуси. Матч закончился 2:0 в пользу белорусской команды. В ответном матче австрийской команде нужно было отыгрываться и они отыгрались. Сначала забил на 1-й минуте Такуми Минамино, потом на 58-й Хонатан Сориано. Игра перешла в дополнительное время, где не было забитых мячей и игра перешла в серию пенальти, где сильнее было «Динамо». Оно и попало в групповой этап Лиги Европы УЕФА.
В групповом этапе Лиги Европы УЕФА «Динамо» попались такие соперники, как чешская «Виктория», австрийский «Рапид» и испанский «Вильярреал». «Динамо» выиграло лишь один матч против «Виктории» (1:0). «Динамо» заняло последние место с 3-мя очками.
Бечирай провёл 42 матча во всех турнирах, забил 19 голов и отдал 8 голевых передачи.

### «Динамо» (Москва)

#### Сезон 2015/16
18 февраля 2016 перешёл в московское «Динамо». Дебют состоялся в матче 19 тура против «Урала» (1:1). Первый гол забил в матче 21-го тура против «Уфы» (1:0). По итогам сезона «Динамо» вылетело из РПЛ, но Бечирай остался в клубе, несмотря на вылет.
Бечирай в 12 матчах забил 2 гола и отдал 1 голевую передачу.

#### Сезон 2016/17
Бечирай отыграл 30 матчей и забил 9 голов. По итогам сезона «Динамо» вернулось в элиту российского футбола.

#### Сезон 2017/18
По ходу сезона проиграл конкуренцию Евгению Луценко и Кириллу Панченко. По ходу сезона тренер Юрий Калитвинцев был уволен и вместо него им был назначен Дмитрий Хохлов. Бечирай начал реже появляться в составе и зимой ушёл.
За «Динамо» Бечирай всего провёл 64 матча во всех турнирах, забил 14 мячей (9 из них в ФНЛ) и отдал 4 голевые передачи.
Зимой им интересовались несколько клубов из Турции и Бельгии. В итоге он выбрал бельгийский «Мехелен».

### «Мехелен»

#### Сезон 2017/18
Дебют состоялся 20 января 2018 против «Зюлте-Варегем» (0:2). По итогам сезона «Мехелен» вылетел из элиты бельгийского футбола.
В том сезоне Бечирай провёл 4 игры и не забил ни одного гола и не отдал ни одной голевой передачи.

### «Маккаби» (Нетанья)
Перезагружать свою карьеру Бечирай поехал в «Маккаби» из Нетаньи. Дебют Бечирая состоялся в выездном матче против «Ирони». «Маккаби» проиграло (0:1), а Фатос вышел на 63-й минуте вместо Шоваля Гозлана. Первые голы не заставили себя долго ждать: 29 сентября 2018 года в матче против «Ашдода» (4:1) 2 гола забил Бечирай.

## Достижения
Будучност (Подгорица)
- Чемпион Черногории: 2007/08

 Динамо (Загреб)
- Чемпион Хорватии: 2010/11, 2011/12, 2012/13
- Обладатель Кубка Хорватии: 2010/11, 2011/12

 Динамо (Москва)
- Победитель Первенства ФНЛ: 2016/17

## Рекорды
- Рекордсмен сборной Черногории по количеству сыгранных матчей: 86 матчей

## Голы за сборную
| № | Дата             | Место                           | Соперник    | Минута | Итоговый счёт | Соревнование             | Ссылка |
| - | ---------------- | ------------------------------- | ----------- | ------ | ------------- | ------------------------ | ------ |
| 1 | 17 ноября 2010   | Под Горицом, Подгорица          | Азербайджан | 73     | 2-0 (п)       | Товарищеский матч        | [ 5 ]  |
| 2 | 11 сентября 2012 | Олимпийский стадион, Серравалле | Сан-Марино  | 26     | 0-6 (п)       | Отборочные матчи ЧМ-2014 | [ 6 ]  |
| 3 | 11 сентября 2012 | Олимпийский стадион, Серравалле | Сан-Марино  | 51     | 0-6 (п)       | Отборочные матчи ЧМ-2014 | [ 6 ]  |
| 4 | 5 сентября 2015  | Под Горицом, Подгорица          | Лихтенштейн | 38     | 2-0 (п)       | Отборочные матчи ЧЕ-2016 | [ 7 ]  |
| 5 | 9 октября 2015   | Под Горицом, Подгорица          | Австрия     | 68     | 2-3 (пр)      | Отборочные матчи ЧЕ-2016 | [ 8 ]  |

* Обновлено 10 октября 2015.

## Статистика
| Сезон   | Команда         | Турнир                                  | Матчи | Голы | Гол. Передачи | жк/кк |
| ------- | --------------- | --------------------------------------- | ----- | ---- | ------------- | ----- |
| 2017/18 | Динамо (Москва) | Чемпионат России по футболу             | 3     | 0    | 1             | 1/0   |
| 2016/17 | Динамо (Москва) | Первенство Футбольной национальной лиги | 33    | 10   | 0             | 2/0   |
| 2015/16 | Динамо (Москва) | Чемпионат России по футболу             | 13    | 2    | 1             | 1/0   |
| 2015    | Динамо (Минск)  | Беларусь. Высшая лига                   | 42    | 19   | 8             | 7/0   |
| 2014    | Чанчунь Ятай    | Китай. Высшая лига                      | 26    | 6    | 0             | 3/0   |
| 2013/14 | Динамо (Загреб) | Хорватия. Высшая лига                   | 16    | 4    | 0             | 0/0   |
| 2012/13 | Динамо (Загреб) | Хорватия. Высшая лига                   | 28    | 5    | 0             | 2/0   |
| 2011/12 | Динамо (Загреб) | Хорватия. Высшая лига                   | 27    | 14   | 0             | 4/0   |